# Burchardia multiflora
Burchardia multiflora är en tidlöseväxtart som beskrevs av John Lindley. Burchardia multiflora ingår i släktet Burchardia och familjen tidlöseväxter. Inga underarter finns listade i Catalogue of Life.